# Saint-Amand-de-Vergt
Saint-Amand-de-Vergt település Franciaországban, Dordogne megyében. Lakosainak száma 245 fő (2022. január 1.). Saint-Amand-de-Vergt Vergt, Saint-Mayme-de-Péreyrol, Saint-Michel-de-Villadeix, Val de Louyre et Caudeau és Fouleix községekkel határos.

## Népesség
A település népessége az elmúlt években az alábbi módon változott:
| Lakosok száma | 235  | 176  | 173  | 207  | 247  | 250  | 243  | 240  | 245  | 245  |
|               | 1968 | 1982 | 1990 | 2006 | 2013 | 2015 | 2017 | 2019 | 2020 | 2022 |